# Általános felelősség
Az általános felelősség szoftverfejlesztési minták (vagy elvek), az osztályoknak és objektumoknak történő felelősségátadás alapelveit fogalmazza meg az objektumorientált modellben. Ezen minta nem köthető a SOLID elvekhez.
Az általános felelősség által megfogalmazott minták és elvek a kontroller, a létrehozó, a kerülőút, a szakértő, a magas kohézió, az alacsony csatoltság, a többalakúság, a védett variáció, illetve a tiszta gyártmány. Mindegyik minta megoldás néhány olyan programozási problémára mely jellemző szinte minden projektre. Ezen technikák nem új módszerek, hanem a régi jól bevált objektumorientált programozási gyakorlatok dokumentált, sztenderizált gyűjteményei.
Craig Larman állítása alapján "a legfontosabb eszköz a szoftverfejlesztésben a tervezési elvek ismerete. Nem az UML ábra vagy egyéb technológia". Ezért, az általános felelősség elvei hasznos eszközök az objektumorientált szoftverfejlesztésben.

## Minták
Az objektumorientált modellben mintának nevezzük egy probléma és megoldás együttesét amit alkalmazhatunk új kontextusokban, egy minta megmutatja hogyan alkalmazzuk az általa kínált megoldást különböző esetekben előnyei és hátrányai figyelembevételével. A legtöbb minta a probléma konkrétságára való tekintettel a felelősség objektumokra való átruházását javasolja.

### Kontroller
Az kontroller minta a felelősséget egy olyan osztálynak adja amely nem képezi a grafikus interfész részét, ugyanakkor reprezentálja a teljes rendszert vagy az adott felhasználási területet. A kontroller objektum egy nem grafikus objektum ami a fellépő események fogadásáért és kezeléséért felelős.
Ha a kontroller egy adott felhasználási területet kezel, akkor le kell fedje azon terület összes eseményét. Például a Felhasználó létrehozás és a Felhasználó törlése egyesíthető egy FelhasználóKontrollerré ahelyett hogy két különböző kontrollert írunk hozzájuk,
A kontroller az első objektum amellyel az grafikus interfész kapcsolatba lép, amely a rendszer utasításokat fogadja és kezeli. A kontroller csak átadja a feladatokat más objektumoknak és felügyeli azoknak végrehajtását. A kontroller maga nem tartalmazza a feladat logikáját.

### Létrehozó
Az objektumok létrehozása az egyik leggyakoribb tevékenység az objektumorientált rendszerekben. Az osztály amely létrehozza az objektumokat alapját képezi az objektumok közti kapcsolatnak.
Általánosságban B felelős A  létrehozásáért, ha egy vagy több az alábbiak közül fennáll:
- B  egyedei tartalmazza vagy csoportosítja A egyedeit
- B egyedei jegyzik A egyedeit
- B egyedei használják A egyedeit
- B tartalmazza A alap belső állapotát és létrehozáskor átadja azokat.

### Kerülőút
A kerülőút mintha az Alacsony fokú csatoltság támogatására szolgál, illetve lehetőséget biztosít az újrafelhasználásra, a kapcsolattartás felelősségének átadásával egy köztes objektumnak. Erre egy példa a kontroller bevezetése az adat (modell) és a felhasználói felület között az mvc mintában. Ez biztosítja hogy a kettő közti csatoltság alacsony fokú marad.

### Szakértő
Szakértő (vagy szakértő alapelv) egy alapelv ami meghatározza hova delegáljuk az olyan általános felelősségeket mint a metódusok, számított mezők, stb.
A szakértő alapelv egy általános megközelítése a felelősség átadásának, mely szerint meg kell állapítanunk milyen információra van szükségünk a felelősség végrehajtásához és hol tároljuk azt.
Ez azt jelenti hogy annak az osztálynak adjuk a felelősséget amely a legtöbb információt tartalmazza a végrehajtáshoz.

### Magas kohézió
A magas kohézió egy értékelő minta amely célja az elemek pontos, kezelhető és érthető formában tartása. Magas kohézió általában az Alacsony fokú csatoltság támogatására használható. A magas kohézió azt jelenti hogy egy elem felelősségei összefüggenek és erősen központosítottak. Egy program kisebb osztályokra és alrendszerekre bontása egy példa a kohézió növelésére egy rendszeren belül. Alacsony kohézió akkor jön létre ha egy elem túl sok tőle független felelősséggel rendelkezik, alacsony kohéziójú elemek legtöbbször nehezen érthetőek, újrafelhasználhatóak, karbantarthatóak és változtathatóak.

### Alacsony fokú csatoltság
Az csatoltság egy mérőszám arra, hogy mennyire erősen kapcsolódik, ismeri, vagy függ másik elemektől. Az Alacsony fokú csatoltság egy olyan minta amely megmondja, hogyan adjuk át a felelősséget az alábbi előnyök eléréséhez:
- alacsonyabb függőség két osztály között,
- az osztályok egymásra gyakorolt befolyása,
- magasabb újrafelhasználhatósági lehetőségek.

### Többalakúság
A többalakúság elve alapján a viselkedés meghatározásának felelőssége azon típushoz tartozik amelynek a variációja lejátszódik. Ez többalakú műveletek használatával történik. A felhasználó inkább többalakú műveleteket használjon a típusalapú egyértelmű elágazások helyett.

### Védett variációk
A védett variációk minta megvédi az elemeket más elemek különféle variációitól, azáltal hogy egy az instabilitást okozó tényezőt egy interfészbe csomagolja és a többalakúságot kihasználva többféle implementációt hoz létre arra.

### Tiszta gyártmány
A tiszta gyártmány egy osztály mely nem tartalmazza a domain problémát, hanem kifejezetten az Alacsony fokú csatoltság, a magas kohézió és az újrafelhasználhatóság érdekében lett létrehozva. Ezt az osztályt szolgáltatásnak hívjuk a domain-vezérelt modellekben.

## Idézetek
- Larman, Craig. Applying UML and Patterns – An Introduction to Object-Oriented Analysis and Design and Iterative Development, 3rd, New Jersey: Prentice Hall [2004] (2005). ISBN 0-13-148906-2